# Semaeopus alicia
Semaeopus alicia là một loài bướm đêm trong họ Geometridae.